# Битва при Чосинском водохранилище (фильм)
«Битва при Чосинском водохранилище» (кит. упр. 长津湖) — китайская военная драма, снятая режиссёрами Чэнь Кайгэ, Данте Ламом и Цуй Харком. Сюжет основан на реальных событиях — одноимённой битве, произошедшей в 1950 году в ходе Корейской войны между силами США и китайскими добровольцами.
Премьерный показ фильма состоялся 21 сентября 2021 года в рамках Пекинского кинофестиваля, а широкий прокат начался 30 сентября. Картина имела коммерческий успех, на определённое время (до выхода фильма «Человек-паук: Нет пути домой») став лидером кассовых сборов среди всех фильмов 2021 года как в Китае, так и во всем мире. К 1 ноября «Битву при Чосинском водохранилище» в кинотеатрах Китая посмотрели более 115 миллионов зрителей.
К 25 ноября 2021 года «Битва…», опередив «Войну волков 2», вышла на первое место по сборам за всю историю китайского проката, собрав 5,695 миллиарда юаней. Рейтинг фильма на схожей с IMDb платформе Доубань составляет 7,4 балла из 10. Режиссёры Чэнь, Цуй и Лам начали работу над второй частью фильма.
Фильм получил Гран-при на VII Кинофестивале БРИКС (2022).

## Сюжет
События ноября-декабря 1950 года. Американские и британские военные стремятся к быстрой победе над Северной Кореей. Китайская добровольческая армия приходит на помощь и окружает корпус армии США у Чосинского водохранилища.

## В ролях
| Актёр          | Роль            |
| -------------- | --------------- |
| У Цзин         | У Цяньли        |
| Джексон И      | У Ваньли        |
| Дуань Ихун     | Тань Цзывэй     |
| Чжу Явэнь      | Мэй Шэн         |
| Ли Чэнь        | Юй Цунжун       |
| Ху Цзюнь       | Лэй Суйшэн      |
| Элвис Хань     | Пин Хэ          |
| Чжан Ханьюй    | Сун Шилунь      |
| Хуан Сюань     | Мао Аньин       |
| Оу Хао         | Ян Гэньсы       |
| Джеймс Филберд | Дуглас Макартур |
| Тан Гоцян      | Мао Цзэдун      |
| Чжоу Сяобинь   | Пэн Дэхуай      |
| Линь Юнцзянь   | Дэн Хуа         |
| Ван Уфу        | Чжу Дэ          |
| Лю Ша          | Лю Шаоци        |
| Лю Цзин        | Чжоу Эньлай     |
| Лу Ци          | Дэн Сяопин      |